# Dušan Lojda
Dušan Lojda (* 8. března 1988 Ivančice) je český profesionální tenista hrající levou rukou, od července 2016 neaktivní. Ve své kariéře na okruhu ATP Tour nevyhrál žádný turnaj. Na challengerech ATP a okruhu ITF získal devatenáct titulů ve dvouhře a dva ve čtyřhře.
Na žebříčku ATP byl ve dvouhře nejvýše klasifikován v červenci 2010 na 161. místě a ve čtyřhře pak v dubnu 2012 na 285. místě.
V juniorském tenise vyhrál dvouhru na zářijovém US Open 2006, když ve finále zdolal Kanaďana Petera Polanského. Po skončení vystoupal na 3. místo juniorského žebříčku ITF, což znamenalo jeho kariérní maximum. Hlavní grandslamovou soutěž dospělých si zahrál pouze na US Open 2010 po zvládnuté tříkolové kvalifikaci. V jejím závěru přehrál Kolumbijce Roberta Faraha. Na úvod newyorské dvouhry však hladce podlehl padesátému druhému hráči světa Philippu Petzschnerovi.
V rámci událostí okruhu ITF debutoval v květnu 2004. Na turnaji v Mostě, dotovaném 10 tisící dolary, nestačil ve druhém kole na Lukáše Dlouhého ze čtvrté světové stovky. Během června 2006 získal první z osmnácti singlových trofejí v této úrovni tenisu. V tuniské Súse prošel soutěží, s rozpočtem 10 tisíc dolarů, bez ztráty setu. V boji o titul zdolal Maročana Múnira El Aaraje. Jediný challenger ovládl na ECM Prague Open 2007, když ve finále proti 145. hráči klasifikace Jiřímu Vaňkovi rozhodl až v tiebreaku závěrečné sady.

## Tituly na challengerech ATP
| Legenda                |
| ---------------------- |
| Challengery (1 D; 0 Č) |

### Dvouhra (1 titul)
| Č. | datum           | turnaj       | povrch | dotace   | poražený finalista | výsledek                |
| -- | --------------- | ------------ | ------ | -------- | ------------------ | ----------------------- |
| 1. | 13. května 2007 | Praha, Česko | antuka | 85 000 € | Jiří Vaněk         | 6–7(3–7), 6–2, 7–6(7–5) |

## Finále na juniorském Grand Slamu

### Dvouhra: 1 (1–0)
| Stav  | rok  | turnaj  | povrch | soupeř ve finále | výsledek      |
| ----- | ---- | ------- | ------ | ---------------- | ------------- |
| Vítěz | 2006 | US Open | tvrdý  | Peter Polansky   | 7–6(7-4), 6–3 |